# Телл Тауншип (округ Гантінгдон, Пенсільванія)
Телл Тауншип (англ. Tell Township) — селище (англ. township) в США, в окрузі Гантінгдон штату Пенсільванія. Населення — 550 осіб (2020).

## Демографія
Згідно з переписом 2010 року, у селищі мешкали 662 особи в 256 домогосподарствах у складі 188 родин. Було 374 помешкання
Расовий склад населення:
| - 98,6 % — білих - 0,6 % — чорних або афроамериканців - 0,2 % — корінних американців - 0,2 % — азіатів |

До двох чи більше рас належало 0,3 %. Частка іспаномовних становила 0,6 % від усіх жителів.
За віковим діапазоном населення розподілялося таким чином: 24,3 % — особи молодші 18 років, 61,2 % — особи у віці 18—64 років, 14,5 % — особи у віці 65 років та старші. Медіана віку мешканця становила 42,5 року. На 100 осіб жіночої статі у селищі припадало 108,2 чоловіків;  на 100 жінок у віці від 18 років та старших — 105,3 чоловіків також старших 18 років.
Середній дохід на одне домашнє господарство  становив 60 238 доларів США (медіана — 44 531), а середній дохід на одну сім'ю — 65 419 доларів (медіана — 53 036). За межею бідності перебувало 11,9 % осіб, у тому числі 13,9 % дітей у віці до 18 років та 5,3 % осіб у віці 65 років та старших.
Цивільне працевлаштоване населення становило 302 особи. Основні галузі зайнятості: освіта, охорона здоров'я та соціальна допомога — 19,9 %, виробництво — 14,6 %, будівництво — 11,3 %, науковці, спеціалісти, менеджери — 9,9 %.